# Champdolent

Champdolent este o comună în departamentul Charente-Maritime, Franța. În 1 ianuarie 2022 avea o populație de 419 de locuitori.